# أولاد بوناجي (السجع)
أولاد بوناجي هو دُوَّار يقع بجماعة اكتيتر، إقليم تاوريرت، جهة الشرق في المملكة المغربية. ينتمي الدوّار لمشيخة السجع التي تضم 5 دواوير. يقدر عدد سكانه بـ 1086 نسمة حسب الإحصاء الرسمي للسكان والسكنى لسنة 2004.

## روابط خارجية
- البوابة الوطنية للجماعات الترابية
- المندوبية السامية للتخطيط